# José María Elorrieta de Lacy
José María Elorrieta de Lacy (Madrid, 1 de desembre de 1921 - 1 de març de 1974) va ser un director de cinema espanyol. Fill del senador i catedràtic de dret polític Tomás Elorrieta y Artaza i Rosario de Lacy y Palacio, i cosí d'Edgar Neville. És pare de Javier Elorrieta.

## Biografia
Es llicencià en dret per la Universitat de Madrid però des del 1945 es va dedicar al cinema. El 1949 roda el seu primer llargmetratge, La tienda de antigüedades, amb la seva pròpia productora, Aladino Films. Simultàniament va treballar com a director de l'Escola Tècnica de Cinematografia, censor de guions de la Direcció General de Cinematografia i Teatre, professor auxiliar d'Història del cinema en l'Institut d'Investigacions i Experiències Cinematogràfiques (IIEC) o funcionari tècnic de la Dirección General de Tráfico. El 1952 va participar en la pel·lícula col·lectiva El cerco del diablo i el 1955 fou gerent d'Universitas Films, amb la que va rodar nou llargmetratges, entre ells El fenómeno (1956), protagonitzat per Fernando Fernán-Gómez, i Muchachas en vacaciones (1957), que va suposar el primer paper protagonista de Concha Velasco. El 1961-1962 fou gestor de la Cooperativa Cinematográfica Unión i el 1962 fundaria la seva productora P. C. Alesanco, que el 1967 canviaria el nom a Lacy Internacional Films. Amb ella es va especialitzar en spaghetti western i pel·lícules de terror. Va morir sobtadament mentre rodava Las alegres vampiras de Vogel (1974),

## Filmografia
- Ginesito (inacabada)
- María Dolores
- El fenómeno (1956)
- Mensajeros de paz (1957)
- Una cruz en el infierno (1957)
- Muchachas en vacaciones (1958)
- La corista (1960)
- Pasa la tuna (1960)
- Melodías de hoy (1960)
- Usted tiene ojos de mujer fatal (1962)
- El hombre de la diligencia (1963)
- Fuerte Perdido (1964)
- Dos mil dólares por Coyote (1965)
- Una bruja sin escoba (1966)
- Los 7 de Pancho Villa (1967)
- El tesoro de Makuba (1967)
- La muchacha del Nilo (1969)
- Las amantes del diablo (1971)
- Si quieres vivir… dispara (1975)